# Пеликан, Лиза
Ли́за (Ла́йза) Пе́ликан (англ. Lisa Pelikan; род. 12 июля 1954, Беркли, Калифорния) — американская актриса театра, кино и телевидения.

## Биография
Лиза Пеликан родилась 12 июля 1954 года в городе Беркли (штат Калифорния, США). Отец — Роберт Г. Пеликан, экономист-международник, занимавший пост министра-советника от США в Организации экономического сотрудничества и развития в Париже, в её штаб-квартире. Мать — Хелен Л. Пеликан, работала психологом. Оба родителя Лизы — выходцы из Чехии.
Из-за характера работы своего отца, Лиза с раннего детства долгое время жила в разных странах: во Франции, Японии, Италии; став подростком, вернулась в США — её семья поселилась в городке Бетесда (штат Мэриленд).
Окончила Джульярдскую школу (бакалавр изящных искусств).
С 1974 года Пеликан начала сниматься в телефильмах и телесериалах, в 1977 году состоялся её дебют на широком экране.
В 1977 году единственный раз появилась на бродвейских подмостках — в постановке «Ромео и Джульетта».
В 2018 году, будучи уже в весьма зрелом возрасте, окончила Университет штата Калифорния в Лонг-Бич (магистр изящных искусств), после чего перестала сниматься и начала преподавать актёрское мастерство в студии HB Studio.
Актёрская карьера Пеликан продолжалась 44 года (1974—2018), за которые она появилась в 55 фильмах и сериалах.

### Личная жизнь
30 мая 1981 года Пеликан вышла замуж за актёра Роберта Харпера (1951—2020), но брак продолжался недолго: в 1984 году последовал развод.
4 июля 1986 года женщина вышла замуж второй раз, её избранником стал известный актёр Брюс Дэвисон (род. 1946). В 1996 году (Лизе было 42 года, Брюсу — 50 лет) у пары родился сын, которого назвали Итан (он не пошёл по стопам родителей и никак не связан ни с кинематографом, ни с телевидением). После 20 лет супружеской жизни, 12 апреля 2006 года, они развелись.

## Награды и номинации
- 1979 — Кинофестиваль в Сиджесе, «Лучшая актриса», за роль в фильме «Дженнифер[англ.]» — победа.
- 1995 — Drama-Logue Award[англ.] — за роль в постановке «Лишь порванная нитка жемчуга» — победа[7].

## Фильмография

### Широкий экран
- 1977 — Джулия / Julia — Джулия в молодости
- 1978 — Дженнифер[англ.] / Jennifer — Дженнифер Бэйлор
- 1979 — Разгневанный / L'Homme en colère[8] — Анне
- 1984 — Дополнительная смена / Swing Shift — Виолет Маллиган
- 1984 — Гоблины / Ghoulies — Ребекка
- 1990 — Самоволка / Lionheart — Хелин Готье
- 1991 — Возвращение в Голубую лагуну / Return to the Blue Lagoon — Сара Харгрейв
- 1996 — Это моя вечеринка / It's My Party — массовка (в титрах не указана)
- 1998 — Тень сомнения / Shadow of Doubt — Лэсли Сэксон
- 2014 — 10 000 дней / 10,000 Days — Анна Хессе
- 2015 — Круг / Circle — женщина, победившая рак

### Телевидение
- 1977 — Счастливые дни / Happy Days — Мишель (в эпизоде The Graduation: Part 1[англ.])
- 1977 — Коджак / Kojak — Дженнифер Кэмпбелл (в эпизоде Lady in the Squadroom[англ.])
- 1978 — Идеальный джентльмен[англ.] / Perfect Gentlemen — Энни Каваньяро
- 1981 — Лучшая девочка в мире[англ.] / The Best Little Girl in the World — Гейл Пауэлл
- 1983 — Охотник Джон[англ.] / Trapper John, M.D. — Рейчел (в эпизоде Life, Death and Vinnie Duncan[англ.])
- 1984 — Ремингтон Стил / Remington Steele — Кристи Кордаро (в эпизоде High Flying Steele[англ.])
- 1985 — История «Банни»[англ.] / A Bunny's Tale — Ли
- 1985 — Альфред Хичкок представляет / Alfred Hitchcock Presents — Эллен Хэтч, медсестра (в эпизоде Night Fever[англ.])
- 1986 — Отель / Hotel — Лора Шафер (в эпизоде Enemies Within)
- 1986 — Уравнитель[англ.] / The Equalizer — Энн Фицджеральд • Диана Снайдер (в эпизоде Counterfire)
- 1987 — Кегни и Лейси / Cagney & Lacey — Франсис Горелик (в эпизоде Divine Couriers)
- 1988 — Мельницы богов / Windmills of the Gods — американская студентка (в 1 эпизоде)
- 1989, 1991 — Она написала убийство / Murder, She Wrote — Эллисон Франклин • Джилл Годдард (в 2 эпизодах[англ.])
- 1991 — Полуночная жара[англ.] / In the Heat of the Night — Джинетт Маршалл (в эпизоде Obsession[англ.])
- 1991 — В пустыне смерти[англ.] / Into the Badlands — Сара Карстайз
- 1992 — Бруклинский мост[англ.] / Brooklyn Bridge — Бернайс (в эпизоде Rainy Day)
- 2001 — Защитник / The Guardian — Кэрол Риттер (в эпизоде The Men from the Boys)
- 2002 — Закон и порядок: Специальный корпус / Law & Order: Special Victims Unit — Элизабет Гаррисон (в эпизоде Waste)
- 2002 — Для людей / For the People — Аманда Джейкобс (в эпизоде Nascent)
- 2003 — Сильное лекарство / Strong Medicine — Бэбс Дарнер (в эпизоде The Hero Heart[англ.])
- 2007 — Жертвы сердца[англ.] / Sacrifices of the Heart — Вирджиния Дойл
- 2010 — 10 000 дней / 10,000 Days — Анна Хессе (в 11 эпизодах)
- 2014 — Рейк[англ.] / Rake — Лоррейн (в эпизоде Cannibal)
- 2017 — Последний магнат / The Last Tycoon — Гвен (в эпизоде Nobody Recasts Like Monroe)